# Emília Baró i Sanz
Emília Baró i Sanz (Barcelona, 22 de juny de 1884 - 2 de novembre de 1964) fou una actriu teatral catalana de llarga trajectòria professional, que estigué casada amb el periodista, actor i traductor Carles Capdevila. La seva germana Antònia fou també actriu.

## Biografia
Emília Baró i Sanz va iniciar-se en el teatre a la infantesa, com la seva germana Antònia, filles totes dues de Lluís Baró i Roig, natural de Tarragona, i de Rita Sans i Solanas, de Sant Pol de Mar. Va debutar als 12 anys, i amb disset ja va actuar al Teatre Íntim, en petits papers en els muntatges d'Interior, de Maurice Maeterlinck, i Blancaflor, d'Adrià Gual, el 1899. L'any següent va passar al Teatre Romea, on treballaria diverses temporades. L'any 1904 va anar a Madrid amb la companyia d'Enric Borràs. Posteriorment, de nou a Barcelona, va treballar com a actriu destacada dels Espectacles i Audicions Graner, al Principal, amb papers protagonistes, com el de Maria a La santa espina (1907), de Guimerà, o també Rosina a El barber de Sevilla, de Beaumarchais, traduïda per Carles Capdevila i Recasens.
Va ser protagonista en obres del teatre català, com ara Sainet trist, d'Àngel Guimerà, Nausica (1912), de Joan Maragall i L'auca del senyor Esteve (1917), de Santiago Rusiñol. Així mateix, va actuar en obres universals, com Prometeu encadenat, d'Èsquil; L'avar, de Molière, o Els teixidors de Silèsia, de Gerhart Hauptmann. Va ser primera actriu les dues temporades del Sindicat d'Autors Dramàtics Catalans (1912-1913). Va actuar amb èxit a les sales més importants de l'escena barcelonina: el Teatre Principal, el Romea i el Novetats.
Emília Baró va contribuir a la represa del teatre català durant la postguerra actuant en obres de Josep Maria de Sagarra, com L'hereu i la forastera (1948), Les vinyes del Priorat (1950), L'alcova vermella (1952), L'amor viu a dispesa (1952) o El senyor Perramon (1960), la coneguda adaptació de L'avar de Molière feta per Sagarra i protagonitzada per Joan Capri. També va excel·lir com a actriu de caràcter fins pocs anys abans de morir. Per a l'historiador teatral Francesc Curet, Emília Baró és una “primera actriu absoluta”, que descriu així: “es caracteritzava per una finor d'esperit i una suavitat de forma, dots que amorosia amb la seva veu clara i cristal·lina, d'una agradosa musicalitat” (1967: 518). Per a Núria Espert, Emília Baró va ser qui va despertar la seva vocació teatral, gràcies a la credibilitat que despertaven les seves actuacions.

## Trajectòria professional
- 1899, 30 de gener. Blancaflor. Cant popular harmonitzat per a l’escena. Adrià Gual. Teatre Líric. Sessió del Teatre Íntim.
- 1900, 6 d'abril. En el paper de Filomena a l'obra La filla del mar, d'Àngel Guimerà. Estrenada al teatre Romea de Barcelona.
- 1903. El casament per força, de Molière. Teatre de les Arts. Sessió del Teatre Íntim.
- 9 de novembre de 1903. El barber de Sevilla, de Pierre A. Caron de Beaumarchais. Teatre de les Arts. Sessió del Teatre Íntim.

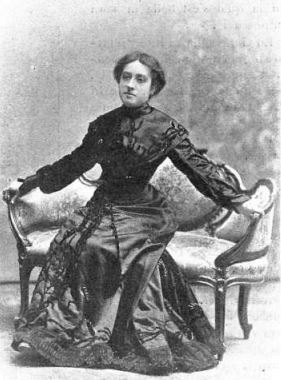
Emília Baró a II·lustració Catalana de (1905)

- Emília Baró a II·lustració Catalana de (1905)1904. La festa dels reis o el que vulgueu, de William Shakespeare. Teatre de les Arts. Sessió del Teatre Íntim.
- 13 de gener de 1904. Misteri de dolor. Drama de món en 3 actes. Adrià Gual. Teatre de les Arts. Sessió del Teatre Íntim.
- 19 d'abril de 1904. La morta. Quadre dramàtic breu en un acte, de Pompeu Crehuet. Teatre Romea.
- 14 de febrer de 1906. La bona gent, de Santiago Rusiñol. Teatre Romea. Companyia de J. Borràs.
- 1906, 20 d'abril. En el paper de Lluïsa a l'obra Scherzo, de Josep Pous i Pagès. Estrenada al teatre Principal de Barcelona. Director artistic: Adrià Gual.
- 1906, 27 de novembre. En el paper de Maria a l'obra Les angúnies del repòs, de Josep Morató. Estrenada al teatre Romea de Barcelona.
- 17 de gener de 1907. La santa espina. Rondalla en 3 actes i 6 quadres. Àngel Guimerà i Enric Morera. Teatre Principal, Espectacles i Audicions Graner.
- 6 de març de 1907. La resurrecció de Llàtzer. Pas bíblic en 1 acte. Àngel Guimerà i Enric Morera (música). Teatre Principal, Espectacles i Audicions Graner.
- 1 de gener de 1908. Papà ministre. Drama en 3 actes, de Gerolamo Rovetta. Traducció de Narcís Oller. Teatre Principal.
- 16 de gener de 1908. La reina vella. Rondalla en 3 actes. Àngel Guimerà i Enric Morera (música). Teatre Principal.
- 1909, 18 d'octubre. En el paper de Teresa a l'obra Flors i violes, de Pompeu Crehuet. Estrenada al Teatre Romea de Barcelona.
- 1910, 12 d'abril. En el paper d'Isabel a l'obra L'únic consol, de Ramon Suriñach i Senties. Estrenada al teatre Romea de Barcelona.
- 1910, 14 d'abril. En el paper de Niceta a l'obra Sainet trist, d'Àngel Guimerà. Estrenada al teatre Romea de Barcelona.

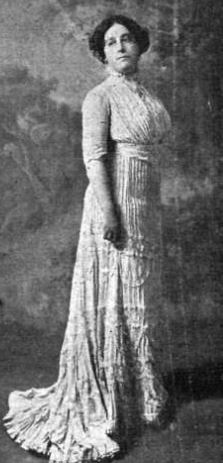
Emília Baró a Burgeseta. Feminal,

- Emília Baró a Burgeseta. Feminal, 1910, 26 setembre. Burgeseta. Comèdia en 3 actes de Domènec i Vicenç Corominas Prats. Teatre Romea de Barcelona.
- 1910, 10 novembre. La noia maca, d'Ignasi Iglésias. Teatre Romea. Teatre Català.
- 1912, 16 de març. En el paper d'Enriqueta a l'obra El tresor, de Josep Morató. Estrenada al teatre Catalunya de Barcelona.
- 1912, 30 de març. En el paper de Josefina, 15 anys a l'obra La Verge del Mar, de Santiago Rusiñol, estrenada al teatre Catalunya de Barcelona.
- 1912, 6 d'abril. Nausica, de Joan Maragall. Teatre de Catalunya (Eldorado). Temporada del Sindicat d’Autors Dramàtics Catalans.
- 1912, 20 d'abril. En el paper de Marí a l'obra L'Esbojarrada, d'Antoni Muntañola, estrenada al teatre Catalunya de Barcelona.
- 1912, 4 de maig. En el paper de Noemia, filla de Sofia, a l'obra El gran Aleix, de Joan Puig i Ferreter. Estrenada al teatre Catalunya de Barcelona.
- 1912, 18 de maig. En el paper de Delfina a l'obra Desamor, de Joan Puig i Ferreter. Estrenada al teatre Catalunya de Barcelona.
- 1912, 15 de novembre. En el paper d'Elena a l'obra L'home de palla, d'Ignasi Iglésias, estrenada per la companyia del Sindicat d'Autors Dramàtics Catalans al teatre Espanyol de Barcelona.
- 1912, 27 de novembre. En el paper de La Mainadera a l'obra Epitalami, original d'Ambrosi Carrion, estrenada per la companyia del Sindicat d'Autors Dramàtics Catalans al Gran Teatre Espanyol de Barcelona.
- 1912, 20 de desembre. En el paper de Laura a l'obra La casa de tothom, de Josep Morató, estrenada al Gran Teatre Espanyol de Barcelona.
- 1916. L'auca del senyor Esteve, de Santiago Rusiñol.
- 1918, 21 de setembre. En el paper de La Remei Reixac, 22 anys a l'obra Rei i senyor, de Josep Pous i Pagès. Estrenada al teatre Romea de Barcelona.
- 1918, 9 de novembre. En el paper de Lilí a l'obra Stevenson, l'hoste mil·lionari, de Laureà d'Orbok, adaptada al català per Carles Capdevila. Estrenada al teatre Romea de Barcelona.
- 1919, 5 de desembre. La vídua alegre, d'Alexandre P. Maristany, estrenada al teatre Romea de Barcelona, en el personatge de Maria Victòria, la vídua alegre.
- 1920, 26 d'abril. Sor Marianna, de Julio Dantas, en el personatge de Sor Marianna. Estrenada al teatre Romea, de Barcelona.
- 1921, 7 d'octubre. El jardinet de l'amor, de Josep Maria de Sagarra, en el personatge de Teresa.
- 1923. El vidu trist, de Joaquim Montero, en el personatge de Constança.
- 1923, 20 de maig. En el personatge de la Dona de l'obra Cançó d'una nit d'estiu, de Josep Maria de Sagarra. Estrenada al teatre Romea de Barcelona.
- 1923, 10 d'octubre. En el personatge de Francisca a l'obra Les veus de la terra, de Josep Maria de Sagarra. Estrenada al teatre Romea de Barcelona.
- 1924. Cada cosa al seu lloc, de Pompeu Crehuet, en el personatge de Remei.
- 1924, 21 d'octubre. En el paper de Peixetera 1a a l'obra Les noies enamorades, d'Avel·lí Artís i Balaguer. Estrenada al teatre Romea de Barcelona.
- 1924. desembre. En el paper de La vídua a l'obra La Penya Roca i la colònia de l'Ampolla, de Joaquim Montero, estrenada al teatre Romea de Barcelona.
- 1925, 9 d'octubre. En el paper de La Magdalena a l'obra Seny i amor, amo i senyor, d'Avel·lí Artís i Balaguer. Estrenada al teatre Romea de Barcelona.
- 1928. Les llàgrimes d'Angelina, de Josep Maria de Sagarra, en el personatge de la Senyora Caterina.
- 1929, 16 d'abril. En el personatge de Judit a l'obra Judit, de Josep Maria de Sagarra. Estrenada al teatre Novetats de Barcelona.
- 1929, 5 d'octubre. En el paper de Francisca Delicada a l'obra La filla del Carmesí, de Josep Maria de Sagarra. Estrenada al teatre Novetats de Barcelona.
- 1930, 20 de gener. En el paper de Mari a l'obra L'abisme, de Carme Montoriol. Estrenada al teatre Novetats de Barcelona.
- 1930, 19 d'abril. En el paper de Berta, 35 anys a l'obra El cas del senyor Palau de Josep Maria de Sagarra. Estrenada al teatre Novetats de Barcelona.
- 1930, 17 d'octubre. En el paper de Salvadora del Miracle a l'obra La corona d'espines, de Josep Maria de Sagarra. Estrenada al teatre Novetats de Barcelona.
- 1931, 2 de març. En el paper de Leocàdia a l'obra La perla negra, de Josep Maria de Sagarra. Estrenada al teatre Novetats de Barcelona.
- 1936, 18 de març. En el paper de Donya Manuela a l'obra Marieta cistellera, de Salvador Bonavia. Estrenada al teatre Espanyol del Paral·lel, Barcelona.
- 1948, 15 de desembre. En el paper de Senyora Marta a l'obra Galatea, de Josep Maria de Sagarra. Estrenada al teatre Victòria de Barcelona.
- 1949, 17 de novembre. En el paper de L'Àvia del Pradell a l'obra L'hereu i la forastera, de Josep Maria de Sagarra.
- 1950, 18 d'abril. En el paper d'Agripina a l'obra Els comediants, de Josep Maria de Sagarra.
- 1950, 8 de novembre. En el paper de Florentina a l'obra Les vinyes del Priorat, de Josep Maria de Sagarra.
- 1951, 6 de febrer. En el paper de Martina a l'obra Bala perduda, de Lluís Elias. Estrenada al teatre Romea, de Barcelona.
- 1951, 7 de novembre. En el paper de Palmira a l'obra El marit ve de visita, de Xavier Regàs. Estrenada al teatre Romea de Barcelona.
- 1952, 15 de febrer. En el paper de Perpètua a l'obra L'alcova vermella, de Josep Maria de Sagarra.
- 1952, 26 de novembre. En el paper de Tròtula a l'obra L'amor viu a dispesa, de Josep Maria de Sagarra.
- 1953, 15 de gener. En el papers de Senyora Pausas a l'obra La tercera vegada, de Lluís Elias. Estrenada al teatre Romea de Barcelona.
- 1958, 16 d'abril. En el paper de La Tia Remei a l'obra El pobre d'esperit i els altres, de Josep Maria de Sagarra, en el personatge de Tia Remei. Estrenada al teatre Guimerà de Barcelona.
- 1960, 27 de gener. En el paper de Carmeta a l'obra El senyor Perramon, de Josep Maria de Sagarra. Estrenada al teatre Candilejas de Barcelona.[4]